# Butler (famiglia)
I Butler (in Irlandese de Buitléir) sono una nobile famiglia irlandese, discendenti da lord Hiberno-normanni o cambro-normanni che parteciparono all'invasione normanna dell'Irlanda del XII secolo. Il nome, fra le cui varianti si trovano  le Boteler o  le Botiller, si riferisce all'omonimo incarico ereditario in uso in Irlanda. Si ritiene che il fondatore della casa sia stato Theobald Walter, I barone Butler.

## Le origini
In origine il nome della famiglia era Walter giacché, appunto, le origini dei Butler risalgono a Theobald Walter, I barone Butler che per primo ricoprì l'incarico di Chief Butler in Irlanda, prima aveva ricoperto lo stesso ruolo in Inghilterra e nel 1194 era stato High Sheriff per il Lancashire. Theobald partecipò a diverse campagne in Irlanda con Enrico II d'Inghilterra prima e con suo figlio Giovanni d'Inghilterra poi, suo fratello maggiore, Hubert Walter, fu Arcivescovo di Canterbury, Gran giustiziere e Lord cancelliere.
L'incarico da cui i Butler prendono il nome deriva dalla parola francese boteillier e Chief Butler era l'uomo incaricato di tenere la coppa cerimoniale per il re.
Dalla branca più antica della famiglia discendono i conti di Ormonde che poi divennero duchi e infine marchesi.
Fin dal 1391 la residenza principale dei Butler e il Castello di Kilkenny, mentre prima era stata utilizzata l'imponente fortezza di Gowran.
Dal loro castello a Kilkenny i Butler erano in grado di tenere sotto controllo i territori Gaelici di Éile, Ikerrin e parte dell'Osraige.
La famiglia Butler ha vissuto al castello di Kilkenny fino al 1935.

## I titoli e le terre
Il titolo di Barone di Butler venne creato appositamente per Theobald e prima che venisse creato il titolo di Conte di Ormonde, Edmund Butler, conte di Carrick, padre del primo conte, detenne, appunto, di Conte di Carrick nella Parìa d'Irlanda. Quando egli morì il titolo non passò al figlio maggiore James Butler che venne ricompensato nel 1328 con il titolo, creato per lui, di Conte di Ormond, nei secoli si aggiunsero due titoli sussiadiari, quello di Conte di Ossory e di Visconte Thurles entrambi fra il 1536 e il 1538.
Molti secoli dopo James Butler, I duca di Ormond servì nelle forze realiste in Irlanda, portandosi a casa il marchesato nel 1642 che andò poi estiguendosi nel 1758, nel 1661 il titolo di marchese si tramutò in quello di duca riconosciuto poi nella Paria d'Inghilterra una ventina d'anni dopo. Nel 1715 le accuse di tradimento a carico di James Butler, II duca di Ormonde portarono alla revoca del titolo.
Nel frattempo erano stati aggiunti due titoli sussidiari a quello di duca, quello di Conte di Brecknock e quello di Barone Butler entrambi nel 1660.
Il II duca si vide revocato il titolo per la sua partecipazione alla Rivolta giacobita del 1715, quando poi nel 1758 morì suo fratello, Charles Butler, I conte di Arran senza lasciare eredi, egli sarebbe stato giuridicamente il III duca, il titolo venne dichiarato estinto.
Il XVIII conte, che venne creato marchese nel 1825, James Butler, I conte di Ormonde (15 luglio 1777-18 maggio 1838) in occasione dell'incoronazione di Giorgio IV del Regno Unito ricevette il titolo di Barone di Ormonde.
Il titolo di marchese andò estinto nel 1997 alla morte, senza eredi maschi, del VII marchese.
Il patrimonio terriero dei Butler comprende gran parte delle odierne contee di Tipperary, Kilkenny e parte della Contea di Carlow, la vastità dei loro possedimenti terrieri nella Signoria d'Irlanda prima e nel Regno d'Irlanda poi fu paragonabile solo a quella dei Conti di Desmond.

## I membri più eminenti
- Theobald Walter, I barone Butler
- Theobald le Botillier, II Chief Butler d'Irlanda (1200-19 luglio 1230)
- Theobald Butler, III Chief Butler d'Irlanda (1224circa-26 dicembre 1248), fu Gran giustiziere d'Irlanda
- Theobald Butler, IV Chief Butler d'Irlanda
- Edmund Butler, conte di Carrick
- James Butler, I conte di Ormond
- James Butler, II conte di Ormond
- James Butler, III conte di Ormond
- James Butler, IV conte di Ormond
- James Butler, V conte di Ormond
- John Butler, VI conte di Ormond (1422-14 dicembre 1476), agì come ambasciatore presso diverse corti
- Thomas Butler, VII conte di Ormond

## I Butler di Dunboyne
Fra le branche della famiglia Butler vi sono i Butler di Dunboyne, titolari della baronia omonima che si originano dal secondogenito del IV Chief Butler d'Irlanda:
- Thomas Butler, I barone di Dunboyne (1271-9 ottobre 1329), partecipò a diversi Parlamenti
- John Butler, II barone di Dunboyne

## I Butler di Clonamicklon e Ikerrin
Branca della famiglia che si origina dal figlio minore del Conte di Carrick e dalla moglie Joan FitzGerald, contessa di Carrick, da qui discendono i conti di Carrick di seconda creazione
- Pierce Butler, IV visconte di Ikerrin
- Thomas Butler, VI visconte di Ikerrin (1683–7 marzo 1719), membro della classe ecclesiastica servì come cappellano militare nelle Fiandre[5]
- Somerset Butler, I conte di Carrick
- Henry Butler, II conte di Carrick (19 maggio 1746-20 luglio 1813), membro del parlamento
- Somerset Butler, III conte di Carrick (28 settembre 1779-4 febbraio 1838), sedette alla Camera dei Lord inglese in rappresentanza dei pari d'Irlanda
- Gina Fratini (nata Georgina Caroline Eve Butler il 22 settembre 1931), stilista[6]

## I Butler di Cahir
Ramo che si origina dal III conte di Ormond, la residenza di famiglia è stata a lungo il Cahir Castle costruito su un'isola del fiume Suir:
- Thomas Butler di Cahir (morto 1476)
- Thomas Butler, I barone di Cahir (morto 1558)
- Edmund Butler, II barone di Cahir (morto 1560)
- Theobald Butler, I barone di Cahir (morto 1596)(seconda creazione)
- Thomas Butler, II barone di Cahir
- Thomas Butler, III barone di Cahir (morto 1532)[7]

## I Butler di Polestown e Roscrea
Anche questo ramo si origina dal terzo conte per poi dividersi in tre sotto rami
- Richard Butler di Polestwon (1395-1443), secondogenito del III conte, prese il nome di Polestown dal castello che divenne la sua residenza
- Walter Butler di Roscrea

## I Butler di Mountgarret, Cloughgrennan, Kilcash and Duiske
Tutti discendenti dall'VIII conte, i cui figli fondarono nel tempo i rispettivi rami famigliari:
- Piers Butler, VIII conte di Ormond
- James Butler, IX conte di Ormond
- Thomas Butler, X conte di Ormond
- Edmund Butler di Cloughgrenan
- John Butler di Kilcash (morto 10 maggio 1570)
- Walter Butler di Nodstown (morto 1560), fu a lungo coinvolto in una faida con altre famiglie nobili per questioni territoriali[8]
- James Butler di Duiske (morto 1565), primo dei Butler di Duiske, terre che ricevette in dono da Elisabetta I d'Inghilterra
- Richard Butler, I visconte di Mountgarret

## I Butler di Mountgarret
Dal I visconte si originò una vera e propria linea di discendenza, a sua volta nata da quella di Polestown, i loro possedimenti terrieri divennero ben più che ragguardevoli:
- Richard Butler, I visconte di Mountgarret
- Richard Butler, III visconte di Mountgarret
- Edmund Butler, IV visconte di Mountgarret (1595-1679), ottenne il perdono di Carlo II d'Inghilterra per il coinvolgimento del padre nella Guerra degli undici anni
- Edmund Butler, XI visconte di Mountgarret (27 luglio 1745-16 luglio 1793) sedette nella Camera dei comuni d'Irlanda
- Edmund Butler, I conte di Kilkenny (6 gennaio 1771-16 luglio 1846), ricevette il contado nel 1793
- Henry Butler, XIV visconte di Mountgarret
- Richard Butler, XVII visconte di Mountgarret (8 novembre 1936-7 febbraio 2004), servì nell'Irish Guards

## I Butler di Cloughgrenan
Questo ramo si origina da uno dei figli del IX conte:
- Edmund Butler di Cloughgrenan, fondatore

Thomas Butler, I baronetto, (morto 1642), figlio illegittimo di Edmund Butler, servì come High Sheriff di Carlow

## I Butler di Kilcash e Thurles
Nati dal terzo figlio del IX conte andarono poi a ricoprire il titolo di conte quando il ramo più vecchio della famiglia si estinse:
- John Butler di Kilcash (morto 10 maggio 1570)
- Walter Butler, XI conte di Ormond
- Thomas Butler, visconte di Thurles
- James Butler, I duca di Ormonde
- Thomas Butler, VI conte di Ossory
- James Butler, II duca di Ormonde
- Charles Butler, I conte di Arran

## I Butler di Garryricken
Ramo che discende da quello di Kilcash:
- Thomas Butler di Garryricken (morto 1738)
- John Butler, XV conte di Ormonde (prima del 1744-24 giugno 1766)
- Walter Butler, XVI conte di Ormonde (10 giugno 1703-2 giugno 1783)

## I Butler di Duiske e Galmoye
Ramo discendente da uno dei figli del IX conte:
- James Butler di Duiske (morto 1565), primo dei Butler di Duiske, terre che ricevette in dono da Elisabetta I d'Inghilterra
- Edward Butler, I visconte di Galmoye (morto 1653)
- Piers Butler di Duiske (morto 1650)
- Edward Butler, II visconte di Galmoye
- Piers Butler, III visconte di Galmoye
- James Butler (morto 1826), colonnello dell'esercito